# Noordam (schip, 2006)
De Noordam is een cruiseschip van de Holland-Amerika Lijn. Het schip is in 2006 opgeleverd door Fincantieri.
Amsterdam ·
Eurodam · 
Koningsdam ·
Maasdam ·
Noordam ·
Oosterdam ·
Prinsendam ·
Rotterdam ·
Ryndam ·
Statendam ·
Veendam ·
Volendam ·
Westerdam ·
Zaandam ·
Zuiderdam